# 新不伦瑞克站
新不伦瑞克站（英語：New Brunswick station）是新泽西州新不伦瑞克的铁路车站，为美铁和新泽西交通运营于东北走廊的列车提供服务。车站位于东北走廊拉里坦河大桥西侧、伊斯顿大道（Easton Avenue）和法国和奥尔巴尼街（French and Albany Streets）交汇处，毗邻罗格斯大学学院大道校区。

## 历史

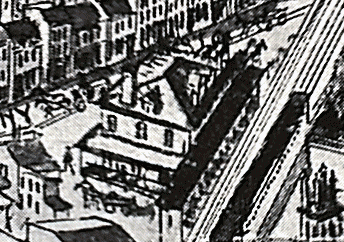
1910年的新不伦瑞克站

新不伦瑞克的铁路服务由新泽西铁路开创，1838年北线通车，1939年南线通车。其继承者宾夕法尼亚铁路于1903年建造了现在的车站，当时的轨道高出街道。铁路服务先由宾夕法尼亚中央运输公司接管，之后又被美铁和新泽西交通接管。2005年，查尔斯火车，一个为火车站提供服务的热门通勤服务，转移到了新泽西交通。2015年10月起，南行帕尔梅托号停止停靠。
车站采用殖民复兴风格设计，具有浅棕色砖墙，带有三角形屋顶的屋顶和深檐，底部有檐口。建筑物角落处的砖块传达了强度和坚固的印象。窗户采用流行乔治时代复兴风格，窗台被包含在围绕建筑物的石带路线中，而门楣上则装饰着突出的基石。这一设计与宾夕法尼亚州的切斯特交通中心类似。
1984年，车站大楼被列入新泽西州历史名胜和美国国家历史名胜，是运营中的客运火车站主题资源的一部分。

### 城市交通枢纽
2005年，车站被指定为新不伦瑞克交通村的核心。一个精明增长的倡议旨在推动公共交通导向型开发：政府鼓励在车站步行距离内紧凑、高密度、多用途开发。除了新泽西交通巴士业务和罗格斯大学校车外，车站还有Brunsquick和DASH等当地公共汽车经过，未来车站还将成为新不伦瑞克快速公交系统的枢纽。NJ 18和NJ 27作为公共汽车网络的两条主要走廊在车站处相交，将市中心、居民区、罗格斯大学的五个校区及皮斯卡特维和邻近社区连为一体。
新不伦瑞克是新泽西州的九个城市之一，具有新泽西州经济发展局指定的城市交通枢纽税收抵免资格。在火车站0.5英里范围内投资至少5000万美元的开发商有资格获得按比例分配的税收抵免。例如，盖威坐落于车站北部，与车站通过天桥相连，直通罗格斯大学，是城市中最高的建筑，也是车站周围振兴市中心的几个项目之一。另外一个计划修建的建筑是萨默塞特街（Somerset Street）一座16层高的住宅楼，位于车站以北的街区，是新不伦瑞克第二个获得城市交通枢纽税收抵免资格的项目。

### 高铁走廊
2011年8月，美国运输部花费4.5亿美元实施了一个为期六年的项目，用于改善新不伦瑞克和特伦顿之间东北走廊24英里（39）的铁路。下一代高速计划用于升级电力、信号和架空线，增强可靠性，并将火车速度提升至160 mph（260 km/h）（新火车为186 mph（299 km/h））。

## 车站结构

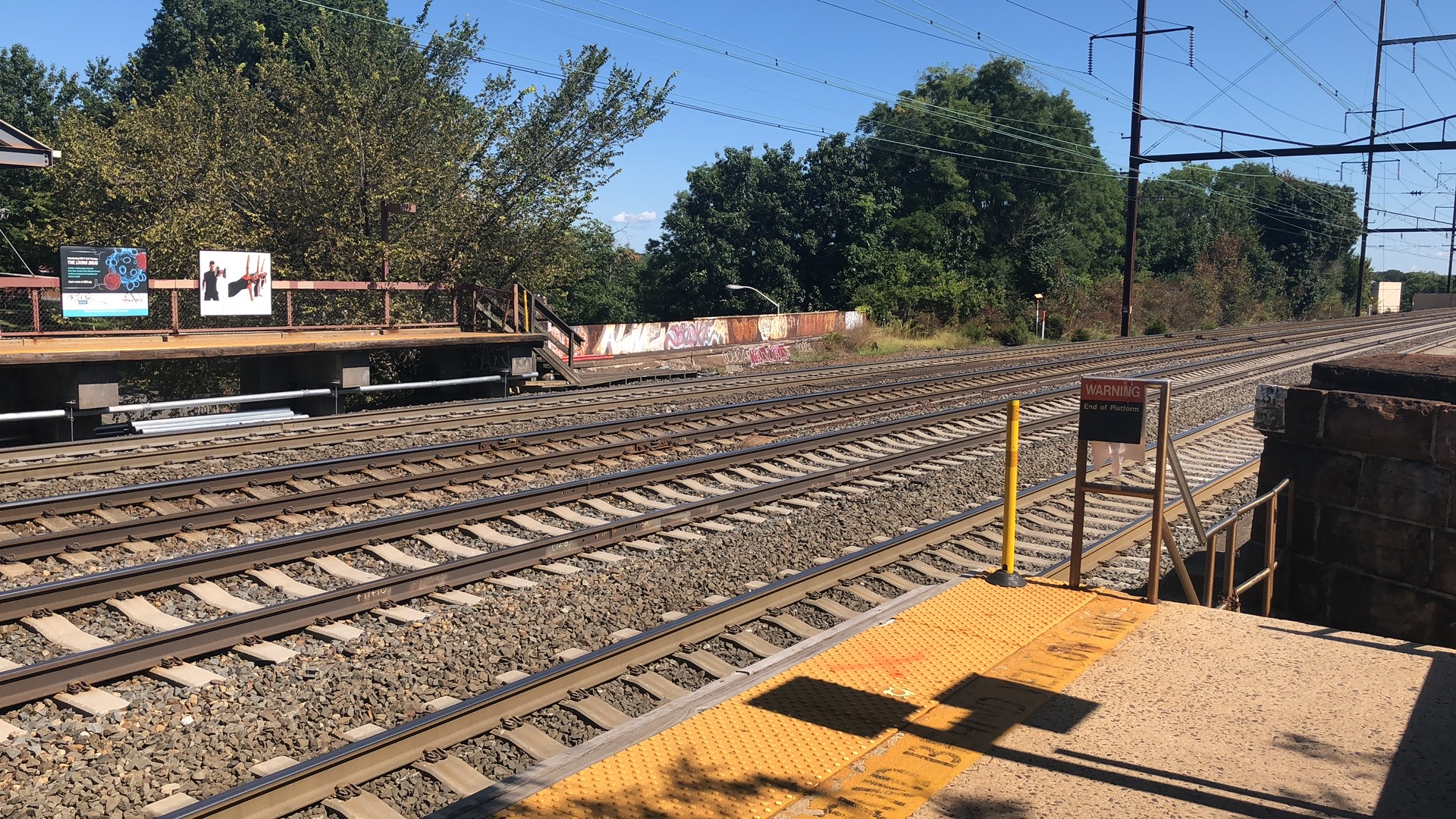
新不伦瑞克站的轨道

车站有两个高架侧式月台。除拱心石号和东北区域号列车以及工作日的西行帕尔梅托号外，大多数美铁的东北走廊列车通过内侧轨道通过车站。
| 侧式月台，车门右侧开启 | |
| 4道                    | ← ■新泽西通勤铁路东北走廊线前往特伦顿（泽西大道、普林斯顿枢纽) ← ■美鐵东北区域号、拱心石号等南下列车往华盛顿、哈里斯堡 （普林斯顿枢纽） |
| 3道                    | ← 美铁、新泽西通勤铁路不停站列车 |
| 2道                    | ← 美铁、新泽西通勤铁路不停站列车 → |
| 1道                    | ← ■美鐵东北区域号、拱心石号等北上列车往纽约/波士顿方向 （都会公园站） → ← ■新泽西通勤铁路东北走廊线前往纽约 （爱迪生） →                |
| 侧式月台，车门右侧开启 | |
| 街道                   | 车站大楼、停车场、公共汽车 |

## 图片

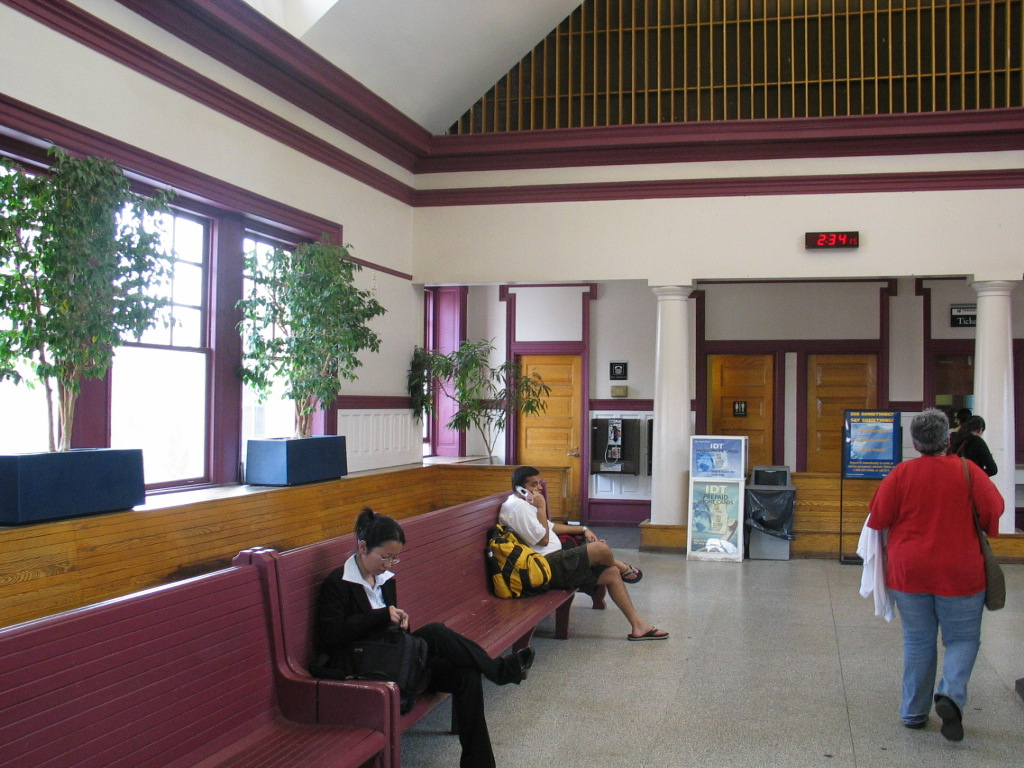
车站候车室
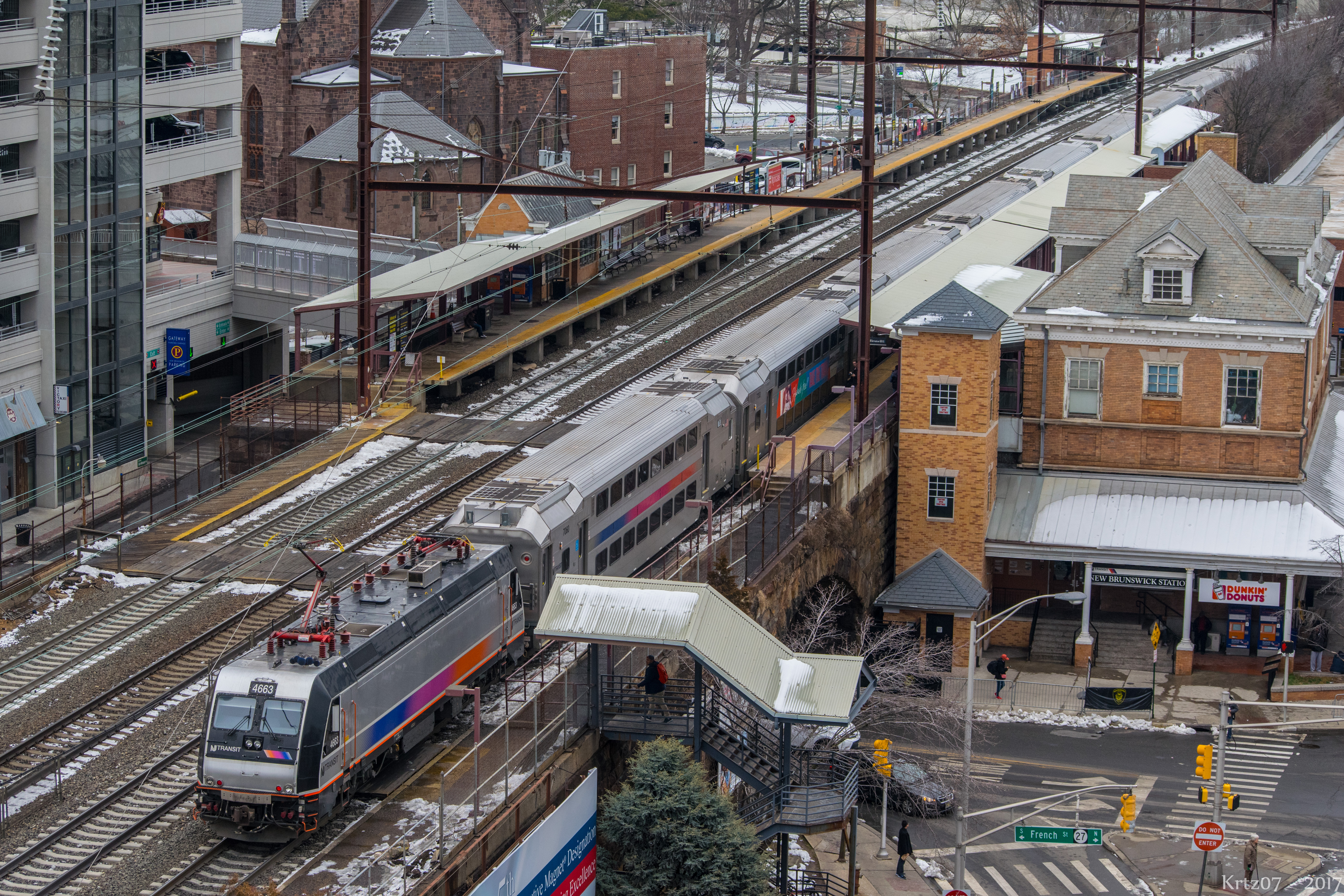
新泽西捷运列车停靠
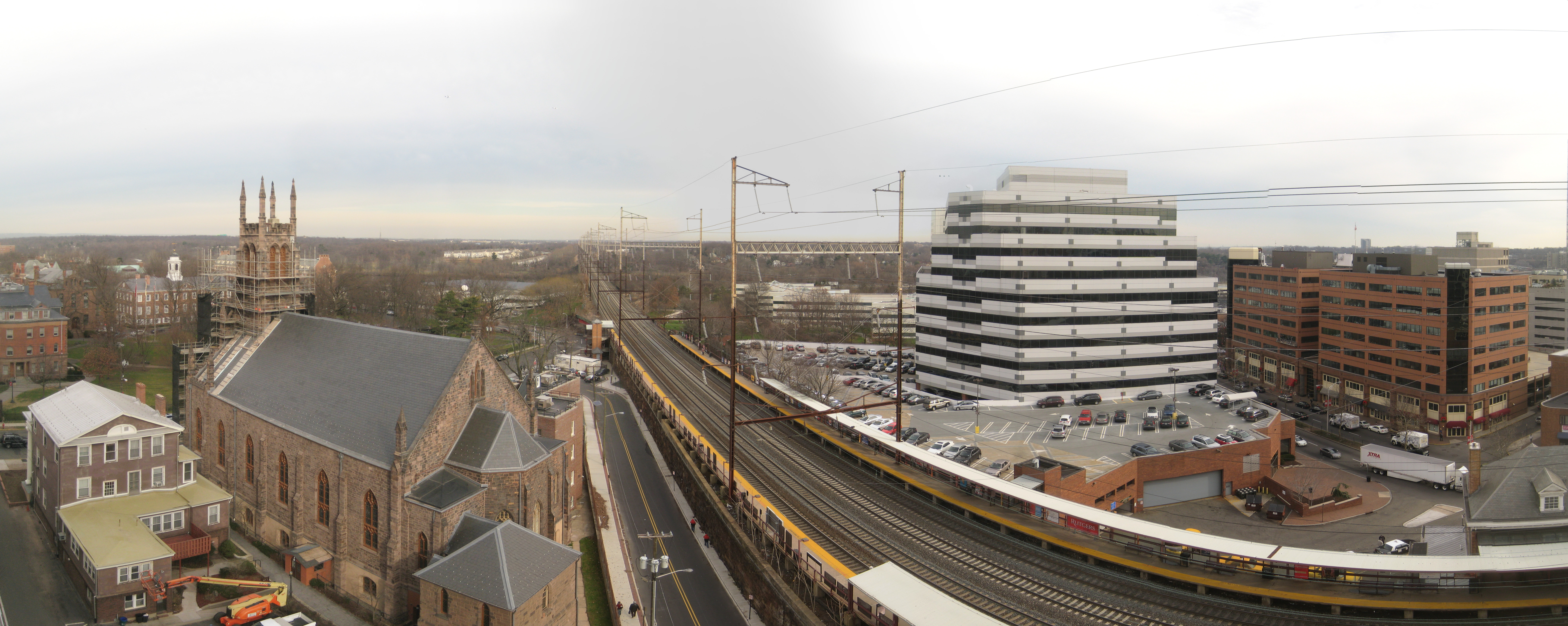
新不伦瑞克东北部的东北走廊
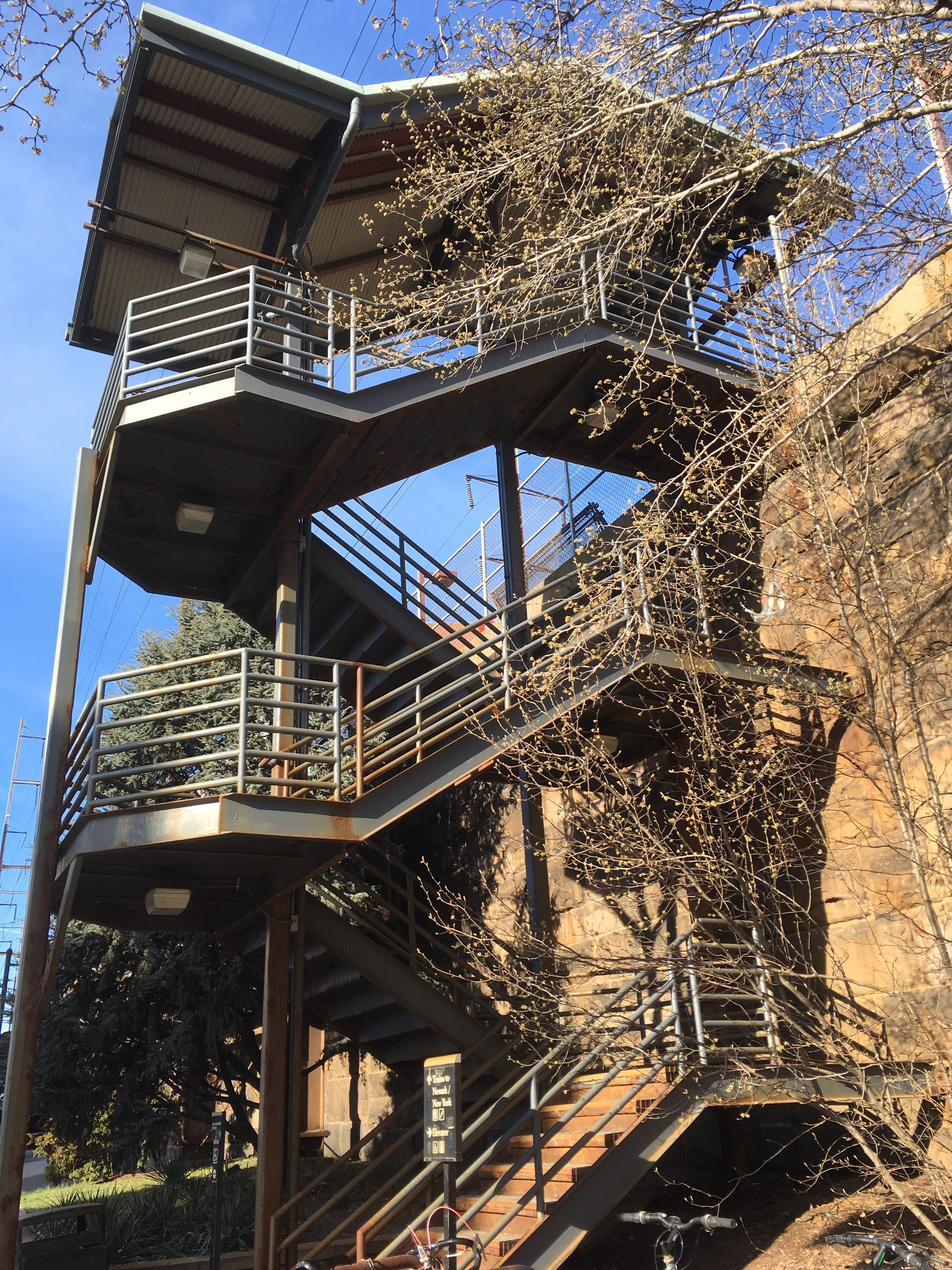
通往站台的楼梯